# Alexander Erler
Alexander Erler (* 27. Oktober 1997 in Innsbruck) ist ein österreicher Tennisspieler.

## Karriere
Erler spielt hauptsächlich auf der ITF Future Tour und zuweilen auf der ATP Challenger Tour. Bislang gelangen ihm drei Future-Titel im Einzel (2018 in Ägypten) und zwei Titel bei ITF-Turnieren (2019 in Heraklion und Wels) sowie mit wechselnden Partnern fünf Future- und drei ITF-Titel im Doppel. Außerdem gewann Erler 2016 den österreichischen Staatsmeistertitel im Doppel und stand 2018 im Einzel im Finale.
2015 kam er in Kitzbühel bei den Generali Open Kitzbühel durch eine Wildcard zu seinem Debüt auf der ATP World Tour. An der Seite von Philipp Kohlschreiber unterlag er in der ersten Runde der Doppelkonkurrenz João Souza und Jiří Veselý in zwei Sätzen. Im Einzel unterlag er bereits in der ersten Runde der Qualifikation seinem Landsmann Lucas Miedler.
Bei den Erste Bank Open in Wien gewann Erler mit Lucas Miedler 2022 den Doppel-Titel. Das Duo, das nur dank einer Wildcard in der Stadthalle im Hauptbewerb stand, rang im Endspiel Santiago González und Andrés Molteni mit 6:3, 7:6 nieder und gab im Turnierverlauf keinen Satz ab.

## Erfolge
| Legende (Anzahl der Siege) |
| Grand Slam                 |
| ATP Tour Finals            |
| ATP Tour Masters 1000      |
| ATP Tour 500 (3)           |
| ATP Tour 250 (5)           |
| ATP Challenger Tour (11)   |

| ATP-Titel nach Belag |
| Hartplatz (4)        |
| Sand (4)             |
| Rasen (0)            |

### Doppel

#### Turniersiege

##### ATP Tour
| Nr. | Datum            | Turnier       | Belag         | Partner       | Finalgegner                          | Ergebnis         |
| --- | ---------------- | ------------- | ------------- | ------------- | ------------------------------------ | ---------------- |
| 1.  | 31. Juli 2021    | Kitzbühel (1) | Sand          | Lucas Miedler | Roman Jebavý Matwé Middelkoop        | 7:5, 7:65        |
| 2.  | 30. Oktober 2022 | Wien (1)      | Hartplatz (i) | Lucas Miedler | Santiago González Andrés Molteni     | 6:3, 7:61        |
| 3.  | 4. März 2023     | Acapulco      | Hartplatz     | Lucas Miedler | Nathaniel Lammons Jackson Withrow    | 7:69, 7:63       |
| 4.  | 23. April 2023   | München       | Sand          | Lucas Miedler | Kevin Krawietz Tim Pütz              | 6:3, 6:4         |
| 5.  | 5. August 2023   | Kitzbühel (2) | Sand          | Lucas Miedler | Gonzalo Escobar Alexander Nedowessow | 6:4, 6:4         |
| 6.  | 27. Juli 2024    | Kitzbühel (3) | Sand          | Andreas Mies  | Constantin Frantzen Hendrik Jebens   | 6:3, 3:6, [10:6] |
| 7.  | 20. Oktober 2024 | Antwerpen     | Hartplatz (i) | Lucas Miedler | Robert Galloway Alexander Nedowessow | 6:4, 1:6, [10:8] |
| 8.  | 27. Oktober 2024 | Wien (2)      | Hartplatz (i) | Lucas Miedler | Neal Skupski Michael Venus           | 4:6, 6:3, [10:1] |

##### ATP Challenger Tour
| Nr. | Datum              | Turnier   | Belag         | Partner             | Finalgegner                             | Ergebnis          |
| --- | ------------------ | --------- | ------------- | ------------------- | --------------------------------------- | ----------------- |
| 1.  | 2. Oktober 2021    | Sibiu     | Sand          | Lucas Miedler       | Jamie Cerretani Luca Margaroli          | 6:3, 6:1          |
| 2.  | 20. November 2021  | Helsinki  | Hartplatz (i) | Lucas Miedler       | Harri Heliövaara Jean-Julien Rojer      | 6:3, 7:62         |
| 3.  | 11. Dezember 2021  | Forlì     | Hartplatz (i) | Lucas Miedler       | Marco Bortolotti Sergio Martos Gornés   | 6:4, 6:2          |
| 4.  | 19. Februar 2022   | Bangalore | Hartplatz     | Arjun Kadhe         | Saketh Myneni Ramkumar Ramanathan       | 6:3, 6:74, [10:7] |
| 5.  | 30. April 2022     | Ostrava   | Sand          | Lucas Miedler       | Hunter Reese Sem Verbeek                | 7:65, 7:5         |
| 6.  | 23. Juli 2022      | Tampere   | Sand          | Lucas Miedler       | Karol Drzewiecki Patrik Niklas-Salminen | 7:63, 6:1         |
| 7.  | 3. September 2022  | Como      | Sand          | Lucas Miedler       | Dustin Brown Julian Lenz                | 6:1, 7:63         |
| 8.  | 10. September 2022 | Tulln     | Sand          | Lucas Miedler       | Zdeněk Kolář Denys Moltschanow          | 6:3, 6:4          |
| 9.  | 7. Mai 2023        | Cagliari  | Sand          | Lucas Miedler       | Máximo González Andrés Molteni          | 7:66, 6:3         |
| 10. | 15. Oktober 2023   | Shenzhen  | Hartplatz     | Lucas Miedler       | Piotr Matuszewski Matthew Romios        | 6:3, 6:4          |
| 11. | 30. März 2025      | Neapel    | Sand          | Constantin Frantzen | Geoffrey Blancaneaux Albano Olivetti    | 6:4, 6:4          |

#### Finalteilnahmen
| Nr. | Datum            | Turnier        | Belag | Partner       | Finalgegner                        | Ergebnis          |
| --- | ---------------- | -------------- | ----- | ------------- | ---------------------------------- | ----------------- |
| 1.  | 8. April 2023    | Marrakesch (1) | Sand  | Lucas Miedler | Marcelo Demoliner Andrea Vavassori | 4:6, 6:3, [10:12] |
| 2.  | 25. Februar 2024 | Rio de Janeiro | Sand  | Lucas Miedler | Nicolás Barrientos Rafael Matos    | 4:6, 3:6          |
| 3.  | 6. April 2024    | Marrakesch (2) | Sand  | Lucas Miedler | Harri Heliövaara Henry Patten      | 6:3, 4:6, [4:10]  |